# بولیویا (کوبا)
بولیویا (به اسپانیایی: Bolivia) یک منطقهٔ مسکونی در کوبا است که در استان سیه‌گو ده آویلا واقع شده‌است. بولیویا ۹۱۸ کیلومتر مربع مساحت و ۱۶٬۶۱۲ نفر جمعیت دارد و ۱۰ متر بالاتر از سطح دریا واقع شده‌است.